# Henri Pottin

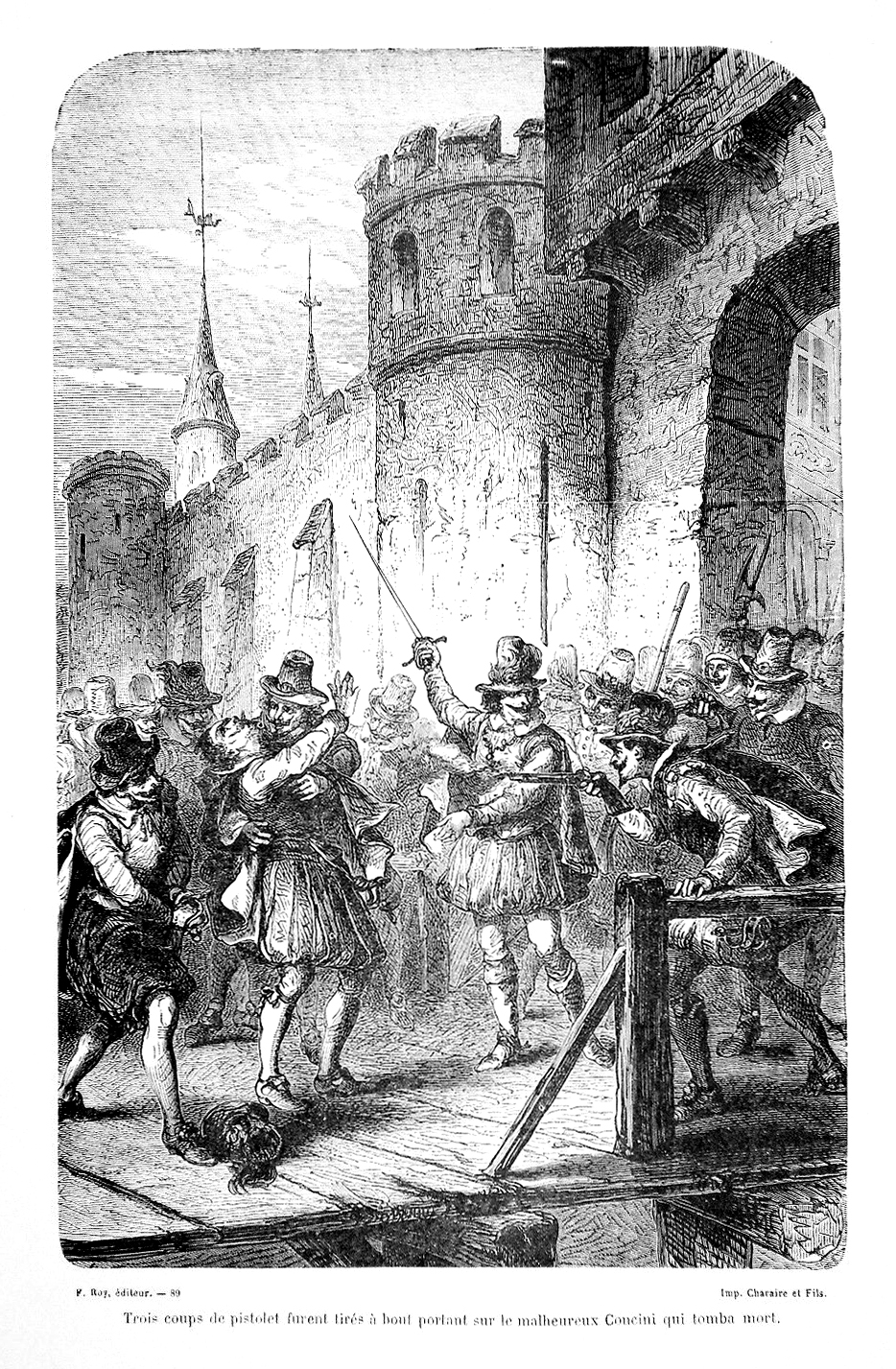
Assassinat du maréchal d’Ancre, gravure sur bois d’après un dessin de Henri Pottin, 1863

Henri Pottin, né le 26 août 1820 à Paris où il est mort le 5 novembre 1864, est un peintre, graveur et lithographe français.

## Biographie
Louis Aimé Henri Pottin est le fils d'Antoine Louis Thérèse Martial Pottin, agent d'assurance, et de Catherine Louise Pacot d'Yenne.
Élève de François Édouard Picot et des frères Alfred et Tony Johannot, il expose au Salon de 1845 à 1864.
Il est peintre d'histoire, de genre, portraitiste, mais également graveur et lithographe.
En 1864, il épouse Eskje Aldegonde Vandegumster (1823-1890), Alexandre Bida est témoin du mariage in extremis.
Il meurt à son domicile du boulevard Pigalle à l'âge de 44 ans. Il est inhumé le 7 novembre 1864 au cimetière du Montparnasse.

## Œuvres exposées aux Salons parisiens
- Portrait de feu M. Jacques Clarion de Beauval, ancien professeur de la Faculté de Médecine de Paris, membre titulaire de l'Académie royale de Médecine, etc., au Salon de 1845
- Portrait de M. F. G., au Salon de 1845
- Portrait de M. A. B., au Salon de 1847
- Portrait de Mme *, au Salon de 1848
- Les deux amies, au Salon de 1849
- Portrait de M. A., au Salon de 1850
- Portrait de M. B., au Salon de 1850
- Portrait de Mme B., au Salon de 1850
- Portrait de Mme H. V., au Salon de 1850
- Portrait de M. P. d'Y., au Salon de 1850
- La leçon de musique, au Salon de 1851
- Lady Catherine Douglas sa faisant briser le bras pour sauver le roi Jacques Ier, au Salon de 1852
- Adieux de Marie Stuart à ses serviteurs, au Salon de 1853
- Le départ du conscrit, au Salon de 1855
- Jalousie de la reine Elisabeth[6], au Salon de 1857
- Frank le capitaine vêtu en moine et masqué assiste au simulacre de son propre enterrement, au Salon de 1859
- Un amour de chien, au Salon de 1859
- Un coin de cour aux Plâtreries, près de Fontainebleau, au Salon de 1859
- Une réussite, au Salon de 1859
- Valentin tué par Faust / (Le Faust de Goethe), au Salon de 1859
- Portrait de M. J. P. d'Y., au Salon de 1861
- Vente par autorité de justice après décès, au village de Samois (Seine-et-Marne), au Salon de 1861
- Idylle, au Salon de 1864